# Xã Medicine, Quận Livingston, Missouri
Xã Medicine (tiếng Anh: Medicine Township) là một xã thuộc quận Livingston, tiểu bang Missouri, Hoa Kỳ. Năm 2010, dân số của xã này là 164 người.